# Alstroemeria caryophyllaea
Alstroemeria caryophyllaea là một loài thực vật có hoa trong họ Alstroemeriaceae. Loài này được Jacq. miêu tả khoa học đầu tiên năm 1804.